# Toda Makoto
Toda Makoto (戸田 真琴 (Hộ-Điền Chân-Cầm) 9 tháng 10 năm 1996 –) là một nhà biên kịch, đạo diễn và cựu nữ diễn viên khiêu dâm người Nhật Bản.
Tại thời điểm ra mắt ngành phim khiêu dâm, cô thuộc về công ti Bambi Promotion, và sau đó đã chuyển sang công ti con chuyên nghiệp Bstar. Sau khi nghỉ việc, cô thuộc về công ti makolin house (まこりんハウス).

## Sự nghiệp
Cô có bố làm nghề tự do và mẹ là một người sùng đạo. Cô được coi là thành viên thế hệ thứ 3 của một tôn giáo mới và gia đình cô được coi là một gia đình bất hòa. Khi học cấp hai, cô đã nhận thấy sự mâu thuẫn trong niềm tin tôn giáo của bố mẹ cô và đã phản ứng lại. Dần dần, cô bắt đầu cảm thấy khó sống được tại nhà cũng như giao tiếp với những người xung quanh. Khi cô học đại học, cô đã chọn một trường (trường Cao đẳng Nghệ thuật) ở xa nhà bố mẹ cô để cô có thể dọn ra ở riêng. Cô đã trả học phí một phần với học bổng, và sau này đã trả hết nợ học phí với công việc nữ diễn viên khiêu dâm.
Tháng 6/2016, cô ra mắt ngành phim khiêu dâm từ nhãn phim Seishun Jidai (Tuổi trẻ) mới của hãng SOD với phim ""Tôi muốn quan hệ tình dục" Trinh nữ 19 tuổi Toda Makoto độc quyền của SOD ra mắt ngành" (「私、Hがしてみたいんです」 戸田真琴 19歳 処女 SOD専属AVデビュー). Trong một cuộc phỏng vấn sau này, cô đã nói rằng lí do ra mắt ngành là mặc dù cô trước đây có các quan điểm về tình dục bắt nguồn từ môi trường gia đình đã viết ở trên, cô đã nghĩ rằng "Tôi đã đến ngõ cụt của cuộc đời, vì thế tôi nên vứt bỏ nó đi".
Vào tháng 10, cô đã tham gia nhóm thần tượng Harajuku Bambina. Cô đã chuyển nhãn phim sang SOD Star vào tháng 11.
Tháng 3/2017, cô đã nhận giải Người mới đến và giải Sản phẩm (SOD Seishun Jidai) tại sự kiện "Tôi muốn đi cùng cô gái đó qua con ngõ nhỏ Web Grand Prix 2016" của Tokyo Sports.
Năm 2017, cô đã tham gia cuộc thi MissiD 2018 của Kōdansha và đã vượt qua vòng loại.
27/6/2017, cô đã nhận giải Ōmori Seiko hạng 1. Ngày 4/8 cô đã tốt nghiệp nhóm Harajuku Bambina. Ngày 3/11, cô đã được chọn làm người thắng giải MissiD 2018 đã nhắc đến ở trên.
Tháng 5/2019, cô nhận giải Chủ đề tại Giải thưởng phim người lớn DMM-R18 2018. Vào cùng tháng cô cũng nhận giải Nữ diễn viên mới tại Giải Phim hồng lần thứ 30. Tháng 11/2018, cô được đề cử cho giải Nữ diễn viên tại Giải thưởng truyền hình phim khiêu dâm Sky PerfecTV! 2019. Cô đã nhận giải Nữ diễn viên xuất sắc nhất vào ngày 12/3/2019.
Năm 2019, cô thông báo sẽ bắt đầu hoạt động với tư cách là đạo diễn với "Dự án bộ sưu tập phim thử nghiệm đạo diễn mới Toda Makoto". Dự án là kết quả của buổi gọi vốn 2 triệu yên để sản xuất phim, điều mà cô đã làm được trong vòng 2 giờ. Cuối cùng, cô đã gọi vốn được 3 lần mục tiêu với khoảng 6 triệu yên từ 450 người ủng hộ, và dự án trở nên nổi tiếng.  Phim do cô đạo diễn "Sự vĩnh hằng trôi qua" (永遠が通り過ぎていく), trong đó bao gồm 3 phim ngắn, đã được trình chiếu tại các rạp vào ngày 20/12/2019 như một lời mời khán giả đến với sự kiện MOOSIC LAB 2019.
Tháng 12/2020, cô xếp thứ 14 trong bảng "FLASH 2020 BEST100 diễn viên đang hoạt động gợi cảm nhất" được bầu chọn bởi độc giả. Tháng 4/2021, cô xếp thứ 24 trong bảng "bầu cử nữ diễn viên phim khiêu dâm SEXY đang hoạt động 2021" của Asahi Geino. Tháng 8 cùng năm, cô xếp thứ 23 trong "Bảng xếp hạng FLASH 2021 diễn viên nữ gợi cảm chọn bởi 300 độc giả".
Tháng 4/2021, cô đã bắt đầu dự án "I'm a Lover, not a Fighter."  cùng với nhiếp ảnh gia Īda Erika. Cô đảm nhận phần đạo diễn, thiết kế trang phục, viết quản cáo, v.v.
Với phim cuối cùng phát hành vào tháng 12/2021, cô kết thúc hợp đồng độc quyền với SOD, 5 năm sau khi cô tốt nghiệp nhãn phim Seishun Jidai. Thêm vào đó, vào ngày 14/12/2021 cô thông báo trên tạp chí FLASH của Kobunsha rằng sẽ nghỉ việc nữ diễn viên khiêu dâm vào tháng 1/2023. Cô sẽ hoạt động độc quyền cho FALENO trong năm còn lại, và sẽ tiếp tục hoạt động công chúng sau khi nghỉ việc nữ diễn viên khiêu dâm. Mặc dù cô coi nhiệm vụ của bản thân là sáng tạo nội dung, cô đã nói rằng cô không muốn làm đạo diễn cho chính phim mình đóng.
Cô đứng thứ 10 trong bảng xếp hạng nữ diễn viên gợi cảm năm 2021 của tạp chí Kobunsha FLASH.
Từ năm 2022, cô là nhà tạo mẫu của dự án ban nhạc hư cấu "APL". Ngày 13-14/9, cô xuất hiện với tư cách ca sĩ tại "Buổi kỉ niệm 10 năm Millegen LIVE Sweet Memories" được tổ chức tại Ruido Harajuku ở Tokyo.
5/12/2022, phim nghỉ việc của cô "Toda Makoto nghỉ việc. Điều cuối cùng tôi muốn làm" (戸田真琴、引退。私が最後にやりたかったこと) đã được FALENO phát hành. Bản đĩa DVD của phim được phát hành vào ngày 12/1/2023. Phim đã xếp thứ 2 trong bảng xếp hạng sàn video FANZA hàng tuần ngày 5/12.
31/1/2023, cô kết thúc các hoạt động dưới tên "Nữ diễn viên khiêu dâm・Toda Makoto" với buổi diễn trực tiếp "Toda Makoto Last Show『Sweet Sweet Beginning』" tại Moon Romantic. Vào tháng 5, tiểu thuyết cá nhân đầu tiên của cô "Đừng đi đến đó" (そっちにいかないで) đã được phát hành.
Mặc dù cô muốn tách riêng hoạt động viết lách và nhà quay phim với chủ đề tình dục, cô vẫn sử dụng tên Toda Makoto ngay cả sau khi nghỉ việc nữ diễn viên khiêu dâm vì cô tin rằng thật thú vị khi để các hoạt động này liên kết lại. Yoshida Gō, người quen của cô từ khi ông là giám khảo MissiD đã khuyến khích cô thật sự không nên đổi tên.

## Đời tư
Sở thích của cô là chỉnh sửa video. Khẩu hiệu của cô là "Thật là một con vật nhỏ dâm đãng".
Khi học trung học cô là chủ tịch câu lạc bộ nghệ thuật. Cô cũng là phó chủ tịch hội học sinh. Cô lớn lên trong hoàn cảnh đặc biệt khi bố mẹ cô tham gia một tôn giáo mới. Mặc dù bản thân cô không sùng đạo, cô đã không rời tôn giáo để tránh rạn nứt quan hệ với bố mẹ. Vì mẹ cô kì thị nam giới, cô được dạy bảo tuyệt đối không quan hệ tình dục trước hôn nhân.
3 bộ phim cô yêu thích nhất là Mystery Train, Cuộc sống tươi đẹp và Stand by Me.
Khi cô còn nhỏ, cô không thể nói lên ý kiến của mình để nghe lời mẹ. Điều này ảnh hưởng đến tính cách của cô khi trưởng thành, vì cô không thể từ chối hay phản bác người khác và có thể thay đổi ý kiến khi ở một mình. Cô đã nói tằng "Đóng phim khiêu dâm là được đầu thai sang thế giới khác" và ngoại trừ lúc bắt đầu ra mắt ngành, tính cách thật của cô đã không được thể hiện trong các vai diễn. Lí do cho điều này là bằng cách thể hiện nhiều hình ảnh của bản thân, có thể đạt được sự cân bằng, và khi làm theo ý muốn của mình, cô muốn được tạo hình kiểu "đáng yêu", và điều đó có thể không phải kiểu "gợi cảm" mà người quay phim hay đạo diễn mong muốn. Tuy nhiên, để các câu hỏi được trả lời rõ ràng và tránh nhầm lẫn, các câu hỏi và gợi ý cho cảnh quay sẽ được cô hỏi nhân viên trực tiếp. Đối với việc cô rời ngành phim khiêu dâm, cô đã nói rằng "Tôi nghỉ vì tôi nghĩ tôi có thể tiếp tục sống (ngay cả khi không làm nữ diễn viên khiêu dâm nữa)." Ngoài ra, mặc dù cô coi việc xuất hiện trong phim khiêu dâm là tốt cho mình, cô không muốn ai bắt chước bản thân, nói rằng "Nếu các bạn của tôi đi đóng phim, tôi sẽ làm mọi thứ có thể để ngừng họ lại."
Cô cũng làm việc với tư cách là một người phụ trách chuyên mục, tuy nhiên mặc dù cô thích biên tập các nhật kí và lá thư, cô nói rằng cô không giỏi viết lách.
Vì cô lớn lên trong môi trường không tốt, cô miêu tả bản thân là người có "lòng tự trọng thấp" (với cô là ổn, nhưng cô nghĩ mọi người đánh giá lòng tự trọng của cô là thấp).